# 奧格拉·拜倫
克萊拉·奧格拉·拜倫（英語：Clara Allegra Byron，1817年1月12日—1822年4月20日），英國人，是詩人拜倫勳爵和克萊爾·克萊爾蒙特的私生女，其母與瑪麗·雪萊是異父母的姊妹。
奧格拉·拜倫出生在英國巴斯，最初她與母親、瑪麗·雪萊、珀西·比希·雪莱住在一起，當她15個月大被交給拜倫。她有時住在一個羅馬天主教修道院，她在那裡死於斑疹傷寒或瘧疾。

## 鏈結
- Photo of Allegra's memorial （页面存档备份，存于）